# The Knife (Genesis)
The Knife è un brano musicale del gruppo inglese rock progressivo dei Genesis incluso nel loro secondo album Trespass del 1970. Traccia conclusiva dell'album, per certi aspetti è la prima canzone "classica" dei Genesis poiché venne eseguita spesso dal vivo durante i primi anni della band (una versione live appare nell'album del 1973 Genesis Live) e sporadicamente è apparsa nel loro repertorio dal vivo fino al 1982 (dopo il 1975, tuttavia, il brano venne eseguito in versione rimaneggiata e ridotta della durata di quattro minuti). Nel maggio del 1971 venne distribuita la versione inclusa in un singolo diviso in due parti, ma non venne commercializzata.
La canzone era allora insolitamente aggressiva per i Genesis, dato che la maggior parte dei loro lavori era costituita da intrecci acustici pastorali e con testi poetici. Essa mette in evidenza un riff di organo simile a una marcia, chitarre e basso fortemente distorte, e una linea ritmica caotica (Peter Gabriel diceva di voler scrivere qualcosa che avesse l'esaltazione di Rondo dei Nice). Il titolo del brano doveva essere appunto The Nice, come omaggio al gruppo di Keith Emerson, ma venne successivamente modificato in The Knife in riferimento alla pratica di Emerson di conficcare coltelli nell'organo Hammond durante i concerti. Il testo della canzone riguarda le riflessioni di Gabriel sulle rivoluzioni violente, mostrando come coloro che usano violenza nel nome della libertà sono spesso solo interessati a stabilire la loro dittatura. La musica fu composta principalmente da Peter Gabriel e Tony Banks, ma contribuirono anche Mike Rutherford ed Anthony Phillips. Il testo fu scritto invece dal solo Gabriel.
The Knife fu il brano più rappresentativo dell'album Trespass, essendo di solito eseguito nei concerti come bis. Nel giugno del 1971, durante una performance, Peter Gabriel alla fine del brano, trascinato dall'entusiasmo, saltò dal palco in mezzo al pubblico atterrando malamente con il piede e rompendosi la caviglia.
L'illustrazione della copertina per il singolo mostra (in senso orario dall'alto a sinistra) Peter Gabriel, Phil Collins, Mike Rutherford, Tony Banks e Steve Hackett. Phil Collins e Steve Hackett non eseguirono il brano in fase di registrazione ma si unirono al gruppo subito dopo, sostituendo rispettivamente John Mayhew e Anthony Phillips.

## Componenti
- Peter Gabriel – voce solista, flauto, percussioni
- Anthony Phillips – chitarra
- Mike Rutherford – basso
- Tony Banks – tastiere, organo
- John Mayhew – percussioni